# Manoir de la Tertraie
Le manoir de la Tertraie est situé à Forges de Lanouée en France.

## Localisation
Le manoir est situé sur le territoire de la commune de Forges de Lanouée, au lieu-dit la Tertraie, dans le département du Morbihan en région Bretagne.

## Description
Le manoir date du XVIIe siècle, édifice à un étage carré, élévation à travées, construit en moellons sans chaîne en pierre de taille de granite et de schiste. Toiture à longs pans couverte d'ardoises, pignon couvert.

## Historique
Manoir mentionné au XVe siècle, construit au XVIIe siècle, actuellement dénaturé. Le manoir possédait une métairie, une chapelle et un moulin à blé (modernisé).
Il est inscrit à l'inventaire général du patrimoine culturel.